# Verzekeringsmaatschappij
Een verzekeringsmaatschappij of verzekeraar is een bedrijf dat verzekeringen aanbiedt. Doorgaans wordt een verzekeraar gedefinieerd als een financiële onderneming die zich tegen het genot van een zeker bedrag (premie) jegens een andere partij (de verzekeringnemer) verbindt tot het doen van één of meer uitkeringen indien een bepaalde onzekerheid zich voordoet.

## Nederland
Een verzekeringsmaatschappij is in Nederland altijd een naamloze vennootschap, onderlinge waarborgmaatschappij of Europese vennootschap. Een natuurlijke persoon of een andere rechtsvorm, zoals een besloten vennootschap of een stichting, mogen niet optreden als verzekeringsmaatschappij.
Volgens de Wet op het financieel toezicht (Wft) is een verzekeringsmaatschappij een schadeverzekeraar, een natura-uitvaartverzekeraar of een levensverzekeraar. Een levensverzekeraar mag niet tegelijkertijd in één entiteit het schadeverzekeringsbedrijf uitoefenen.

### Schadeverzekeraar
Een schadeverzekeraar is degene die zijn bedrijf maakt van het sluiten van schadeverzekeringen. Opgemerkt dient te worden dat de Wft een andere definitie van schadeverzekering kent dan het Burgerlijk Wetboek. Het Burgerlijk Wetboek maakt onderscheid tussen schade- en sommenverzekeringen. De Wft onderscheidt schade-, levens- en natura-uitvaartverzekeringen.
De definitie van een schadeverzekering is volgens het Burgerlijk Wetboek een "verzekering strekkende tot vergoeding van vermogensschade die de verzekerde zou kunnen lijden". De Wft volgt de definitie van het BW met enkele aanvullingen en beperkingen:
- Natura-uitvaartverzekering is geen schadeverzekering;
- ongevallenverzekering is altijd een schadeverzekering;
- Financiële instrumenten zoals derivaten zijn geen schadeverzekering;
- Schadeverzekering is ook de sommenverzekering die géén levensverzekering is;
- De uitkeringsplicht is het gevolg van een onzeker voorval of onzekere omstandigheid.

### Levensverzekeraar
Een levensverzekeraar is volgens de Wft degene die zijn bedrijf maakt van het sluiten van levensverzekeringen voor eigen rekening en het afwikkelen van die levensverzekeringen;degene die van zijn bedrijf maakt het sluiten van levensverzekeringen, waarbij onder een levensverzekering wordt verstaan een levensverzekering als bedoeld in artikel 975 van Boek 7 van het Burgerlijk Wetboek (de in verband met het leven of de dood gesloten sommenverzekering met dien verstande dat ongevallenverzekering niet als levensverzekering wordt beschouwd), met dien verstande dat de prestatie van de levensverzekeraar uitsluitend in geld geschiedt, of een natura-uitvaartverzekering: een verzekering in verband met de verzorging van de uitvaart van een natuurlijke persoon waarbij de verzekeraar zich verbindt tot het leveren van een prestatie die niet tevens inhoudt het doen van een geldelijke uitkering.
Wft artikel 2:28 bepaalt dat aan degene die een vergunning voor de uitoefening van het bedrijf van levensverzekeraar heeft, geen vergunning voor de uitoefening van het bedrijf van schadeverzekeraar wordt verleend, en omgekeerd. Een levensverzekeraar is wel vaak een dochtermaatschappij van een verzekeringsgroep.

### Natura-uitvaartverzekeraar
Een natura-uitvaartverzekering is degene die geen levensverzekeraar is en zijn bedrijf heeft gemaakt van het sluiten van natura-uitvaartverzekeringen. Het Burgerlijk Wetboek kent geen definitie voor natura-uitvaartverzekering. Volgens de Wft is een natura-uitvaartverzekering "een verzekering in verband met de verzorging van de uitvaart van een natuurlijke persoon waarbij de verzekeraar zich verbindt tot het leveren van een prestatie die niet tevens inhoudt het doen van een geldelijke uitkering".
Uit de definitie volgt dat een levensverzekeraar wel natura-uitvaartverzekeringen aan mag bieden maar een natura-uitvaartverzekering geen levensverzekeringen. Voor natura-uitvaartverzekeringen gelden lagere (solvabiliteits-)eisen dan voor levensverzekeraars, wat een voordeel oplevert.

### Naamloze vennootschap
De meeste grote en bekende verzekeraars zijn een naamloze vennootschap. Deze verzekeringsmaatschappijen hebben doorgaans het behalen van winst ten behoeve van hun aandeelhouders als doel.

### Onderlinge waarborgmaatschappij
Een onderlinge waarborgmaatschappij (afgekort OWM) is een aparte rechtsvorm voor coöperatieve verzekeringsmaatschappijen. Een onderlinge waarborgmaatschappij kan alleen als doel hebben het sluiten van verzekeringsovereenkomsten met haar leden in het verzekeringsbedrijf wat zij uitoefent. Verzekerden zijn in de regel lid van de onderlinge waarborgmaatschappij. De algemene ledenvergadering of een ledenraad controleert het bestuur. Er zijn geen aandeelhouders. Behaalde winst komt dan ook ten goede aan de verzekerden. Dit kan direct worden uitgekeerd of worden verrekend in de premie. De meeste verzekeraars onderlinge waarborgmaatschappijen zijn uitsluitend lokaal actief en genieten daardoor weinig naamsbekendheid. Enkele bekende onderlinge waarborgmaatschappijen: Univé, CZ, Agis Zorgverzekeringen en Menzis.

### Toezicht
Verzekeringsmaatschappijen staan onder toezicht van De Nederlandsche Bank (DNB). Alle verzekeringsmaatschappijen dienen over een vergunning van DNB te beschikken. Deze vergunningen zijn opgenomen in de diverse vergunningenregisters die DNB, evenals de Autoriteit Financiële Markten (AFM), bijhouden. Iedereen kan deze vergunningenregisters raadplegen op de website van DNB en de AFM.
De vergunningsplicht geldt voor levens- en schadeverzekeraars met een zetel in Nederland en op bijkantoren in Nederland van levens- en schadeverzekeraars met zetel in een niet-EU lidstaat (met lidstaat wordt gelijkgesteld de landen van de Europese Economische Ruimte en Zwitserland (Zwitserland alleen voor het schadeverzekeringensbedrijf)).
Daarnaast zijn de verzekeringsmaatschappijen verplicht aangesloten bij het Klachteninstituut Financiële Dienstverlening (Kifid). Bij het Kifid kan men met een klacht over de handelwijze van een verzekeringsmaatschappij terecht. Het Kifid beoordeeld of de handelwijze van de verzekeraar correct is geweest. Doorgaans heeft de verzekeraar zich gebonden aan het advies van het Kifid. Voor consumenten staat altijd nog de gang naar de rechter open.

### Nederlandse verzekeraars
De grootste Nederlandse verzekeringsgroepen zijn, naar premieomvang:
1. Achmea, 25,5%
2. VGZ, 12,3%
3. ING, 9,5%
4. Fortis, 8,2%
5. Delta Lloyd, 7,9%
6. CZ Groep, 6,6%
7. Menzis, 5,3%
8. Aegon, 5,3%
9. SNS Reaal, 5,1%
10. Allianz, 2,0%

De meeste verzekeringsmaatschappijen zijn verenigd in het Verbond van Verzekeraars (het Verbond). Het Verbond is de belangenbehartiger van circa 95% van de in Nederland werkzame verzekeraars. Het Verbond heeft zichzelf vier hoofdtaken opgelegd:
- Vertegenwoordigen van de leden naar de buitenwereld;
- Bevorderen imago verzekeringsbedrijfstak;
- Bieden van een platform;
- Verlenen van diensten.

Zorgverzekeraars Nederland (ZN) is de belangenbehartiger van de zorgverzekeraars. Medio 2007 hebben het Verbond en ZN aangekondigd de mogelijkheden voor een fusie te onderzoeken.

### Werkwijze
Een verzekeringsmaatschappij kan de producten via diverse kanalen aanbieden. De kleine en lokale Onderlinge Waarborgmaatschappijen zullen doorgaans met een beperkt aantal eigen kantoren werken. De grotere verzekeringsmaatschappijen werken veelal samen met tussenpersonen. Deze verzekeringsmaatschappijen worden intermediairverzekeraars genoemd. Een beperkt aantal verzekeraars heeft ervoor gekozen rechtstreeks (via post, telefoon en/of internet) verzekeringen aan te bieden. Dit zijn de direct writers.

### CIS
De Stichting Centraal Informatie Systeem voor in Nederland werkzame verzekeringsmaatschappijen (CIS) bewaart verzekeringsgegevens voor verzekeringsmaatschappijen en gevolmachtigd agenten. Wanneer iemand een verzekering aanvraagt of een schadeclaim indient bij zijn verzekeraar kan een controle op de databank worden gedaan. Als over hem verzekeringsgerelateerde gegevens in de CIS databank staan, bijvoorbeeld omdat hij de afgelopen jaren schade(s) geclaimd heeft, kan de verzekeringsmaatschappij of de gevolmachtigd agent daar consequenties aan verbinden.
Het CIS is gevestigd in het gebouw van het Verbond van Verzekeraars in Den Haag.

## België
De vijf grootste verzekeringsmaatschappijen in België beheren samen meer dan de helft van het incasso van alle maatschappijen. Deze waren in 2015:
1. AG Insurance (18,42%)
2. AXA Belgium (11,96%)
3. Ethias (8,01%)
4. KBC verzekeringen (7,83%)
5. Allianz Group (6,86%)

Andere belangrijke Belgische verzekeringsmaatschappijen (in alfabetische volgorde):
- Actel
- Allianz Trade
- Aras
- Baloise Insurance
- Belfius Bank en Verzekeringen
- Belfius Direct
- Cardif Leven
- Cigna
- Dela Verzekeringen
- Delta Lloyd Life
- DKV Belgium
- DVV
- ERGO Insurance
- Europ Assistance
- Federale Verzekering
- Fidea
- Generali Belgium (Assicurazioni Generali)
- ING Belgium
- IPA
- NN Insurance
- P&V Verzekeringen
- Touring verzekeringen
- Vivium

De controle over de verzekeringsmaatschappijen is toevertrouwd aan een toezichthouder, de Autoriteit voor Financiële Diensten en Markten (FSMA), die eveneens een lijst publiceert van de wettelijk verplichte verzekeringen.